# Amy Yip
Amy Yip (Taishan, 10 luglio 1966) è una modella cinese.

## Biografia
Amy Yip è una modella ed ex attrice di Hong Kong che divenne un vero e proprio sex symbol del cinema locale tra la fine degli anni '80 e i primi anni '90, grazie soprattutto alle misure prosperose del suo seno, che ne hanno fatto la star di numerosi film Category III tra cui Sex and Zen. Il Category III è una classificazione usata ad Hong Kong per quelle pellicole che affrontano tematiche per adulti, e che variano dal genere thriller a quello erotico. 
La particolarità della Yip era che, nonostante le sue forme, l'attrice non abbia mai mostrato interamente le sue grazie nei molti film a cui partecipò durante la sua carriera, venendo queste nascoste da furbe angolazioni della cinepresa battezzate con il nomignolo "Yip Tease", cosa però che ne aumentava il mistero e l'erotismo.
La Yip iniziò a recitare in televisione e dopo aver firmato un contratto nel 1987 con la Golden Harvest recitò con piccoli ruoli in alcuni film, fino al successo con Erotic Ghost Story, per poi comparire in altre pellicole come Robotrix, Ghostly Vixen e To Be Number One, lungometraggi in cui le era quasi sempre richiesto di spogliarsi o comunque di avere un atteggiamento sexy, cosa questa che venne sfruttata anche in pellicole prettamente comiche come Look Out Officer e Raid on the Marine Casino. 
Amy Yip si è ritirata nel 1994 dopo aver partecipato a circa una ventina di pellicole in quella che è da considerare una carriera relativamente breve, sempre con ruoli non troppo impegnativi, toccando quasi tutti i generi del cinema di Hong Kong e quasi tutti facenti parte della classificazione Cat III. Proprio la poca varietà dei ruoli che le erano richiesti la portò alla decisione di abbandonare il grande schermo e di sposarsi. 
Per anni sono circolate voci di un ritorno della Yip al cinema, ma queste voci non hanno mai trovato alcuna conferma.